# صقور قزمة
الصقور القزمة (الاسم العلمي: Polihierax)، هو جنس من الطيور يتبع فصيلة الصقريات. يحتوي على نوعان فقط.

## الأنواع
- صقر قزم
- صقر أبيض الأرداف